# Agnosphitys
Agnosphitys é um disputado género de dinossauro encontrado em Avon, na Inglaterra. Ele contém uma única espécie, a espécie tipo A. cromhallensis.
Agnosphitys fica perto da linhagem de dinossauros, embora "exatamente onde" é contestado por pesquisadores. Alguns o consideram um Saurischia, enquanto outros o consideram um dinosauromorfo.